# 院庄駅
院庄駅（いんのしょうえき）は、岡山県津山市二宮にある、西日本旅客鉄道（JR西日本）姫新線の駅である。

## 歴史
- 1923年（大正12年）8月21日：鉄道省作備線（現・姫新線）津山 - 美作追分間開通時に開設[1][2]。
  - 当時の所在地表示は岡山県苫田郡二宮村であった[1][2]。
- 1929年（昭和4年）4月14日：作備西線開業に伴い、作備線が作備東線に改称され、当駅もその所属となる[3]。
- 1930年（昭和5年）12月11日：津山 - 新見間全通に伴い[4]、作備東線が作備線の一部となり、当駅もその所属となる[5]。
- 1936年（昭和11年）10月10日：作備線が姫新線の一部となり、当駅もその所属となる[6]。
- 1973年（昭和48年）3月12日：貨物・荷物扱い廃止[1]。
- 1985年（昭和60年）3月14日：無人駅化[7]。
- 1987年（昭和62年）4月1日：国鉄分割民営化に伴い、JR西日本の駅となる[1]。

## 駅構造

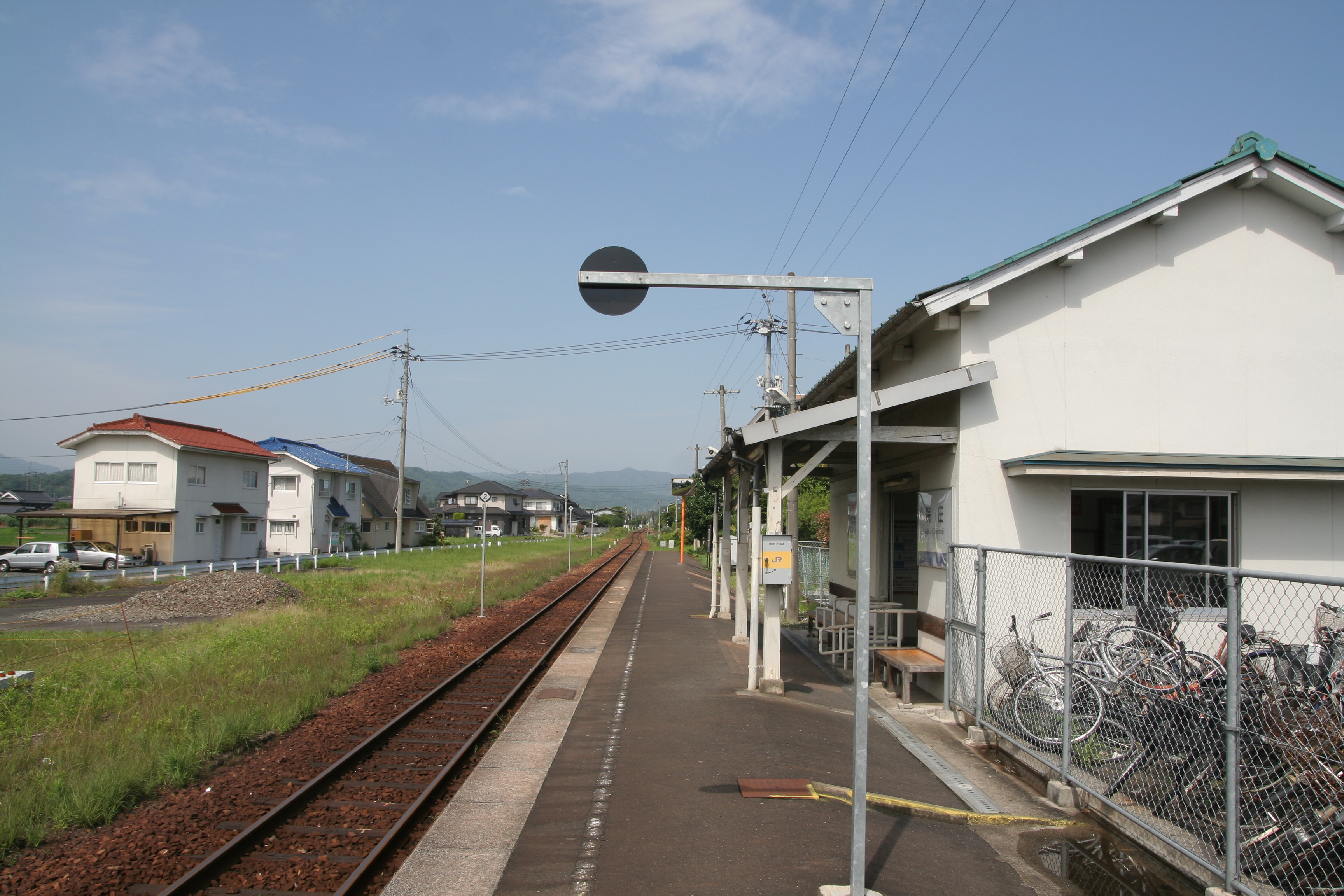
構内（2009年6月）

新見方面に向かって右側に単式ホーム1面1線を有する地上駅（停留所）。以前は相対式ホーム2面2線であったが、片側の線路は撤去された。現在は棒線駅で、新見方面行・津山方面行双方が同一ホームに発着する。
津山駅管理の無人駅。駅舎はあるが、待合室部分のみ残されている。

## 利用状況
近年の1日平均乗車人員の推移は以下の通り。
| 乗車人員推移       | 乗車人員推移 |
| 年度               | 1日平均 人数 |
| ------------------ | ------------ |
| 1999年（平成11年） | 81           |
| 2000年（平成12年） | 66           |
| 2001年（平成13年） | 73           |
| 2002年（平成14年） | 61           |
| 2003年（平成15年） | 65           |
| 2004年（平成16年） | 67           |
| 2005年（平成17年） | 66           |
| 2006年（平成18年） | 62           |
| 2007年（平成19年） | 61           |
| 2008年（平成20年） | 62           |
| 2009年（平成21年） | 67           |
| 2010年（平成22年） | 63           |
| 2011年（平成23年） | 52           |
| 2012年（平成24年） | 47           |
| 2013年（平成25年） | 39           |
| 2014年（平成26年） | 34           |
| 2015年（平成27年） | 38           |
| 2016年（平成28年） | 36           |
| 2017年（平成29年） | 45           |
| 2018年（平成30年） | 54           |
| 2019年（令和元年） | 65           |
| 2020年（令和02年） | 52           |
| 2021年（令和03年） | 47           |

## 駅周辺
駅北側を国道と並行し、そこから少し北へ進むと中国自動車道が通る。駅付近には院庄ICがあり、この北側は工業地がある。そこから北へ進むと奥津湖（苫田ダム）を経て奥津温泉に至るが、この温泉は駅から大きく離れた山間部にある。駅南側を吉井川が流れており、そこから西へ進むと足山橋と言う橋に至る。吉井川はここで久米川と合流するが、駅からはやや離れている。
- 院庄簡易郵便局
- 中国銀行
- 鳥取銀行
- 作楽神社
- マルイ ウエストランド店
- マルナカ院庄店
- ニトリ 津山店
- 中国自動車道 院庄IC
- 国道179号
- 国道181号
- 吉井川
- 久米川

## バス路線
院庄駅前停留所
| のりば           | 運行事業者   | 行先 | 備考               |
| 院庄駅前         | 院庄駅前     | 院庄駅前 | 院庄駅前           |
| ---------------- | ------------ | --- | ------------------ |
| 西行             | 中鉄北部バス | ごんごバス西循環線北まわり：プラント5・院庄駅口・津山駅方面 ごんごバス西循環線北まわり・久米線：坪井・追分口方面 奥津温泉・石越 |                    |
| 東行             | 中鉄北部バス | ごんごバス西循環線南まわり：津山口駅前・津山駅 ごんごバス西循環線南まわり・久米線：坪井・追分口方面 津山駅                      |                    |
| ウエストランド前 |              | |                    |
| 西行             | 中鉄北部バス | ごんごバス西循環線南まわり：プラント5・院庄駅前・津山駅方面 ごんごバス西循環線南まわり・久米線：坪井・追分口方面                |                    |
| 西行             | おおぞらバス | 富振興センター前 | 休日運休           |
| 西行             | 有本観光バス | 亀甲駅前 | 休日運休・乗車のみ |
| 東行             | 中鉄北部バス | ごんごバス西循環線北まわり：津山口駅前・津山駅方面 ごんごバス西循環線北まわり・久米線：坪井・追分口方面                         |                    |
| 東行             | おおぞらバス | 津山駅 | 休日運休           |

## 隣の駅
西日本旅客鉄道（JR西日本）
 姫新線
■快速
通過
■普通
津山駅 - 院庄駅 - 美作千代駅